# Олусджерд
Олусджерд (перс. الوسجرد) — село в Ірані, у дегестані Нур-Алі-Бейк, у Центральному бахші, шагрестані Саве остану Марказі. За даними перепису 2006 року, його населення становило 1594 особи, що проживали у складі 413 сімей.

## Клімат
Середня річна температура становить 17,07°C, середня максимальна – 35,27°C, а середня мінімальна – -3,00°C. Середня річна кількість опадів – 270 мм.
| Клімат поселення                              | Клімат поселення | Клімат поселення | Клімат поселення | Клімат поселення | Клімат поселення | Клімат поселення | Клімат поселення | Клімат поселення | Клімат поселення | Клімат поселення | Клімат поселення | Клімат поселення | Клімат поселення |
| Показник                                      | Січ.             | Лют.             | Бер.             | Квіт.            | Трав.            | Черв.            | Лип.             | Серп.            | Вер.             | Жовт.            | Лист.            | Груд.            |                  |
| Середній максимум, °C                         | 12,50            | 14,98            | 18,70            | 24,81            | 29,34            | 33,64            | 35,27            | 33,86            | 29,75            | 24,60            | 18,93            | 12,82            |                  |
| Середня температура, °C                       | 4,74             | 7,20             | 10,96            | 17,04            | 21,59            | 25,89            | 28,96            | 27,58            | 23,44            | 18,30            | 12,64            | 6,52             |                  |
| Середній мінімум, °C                          | −3               | −0,54            | 3,19             | 9,31             | 13,83            | 18,13            | 22,66            | 21,26            | 17,14            | 11,98            | 6,32             | 0,22             |                  |
| Норма опадів, мм                              | 42               | 38               | 44               | 30               | 20               | 4                | 1                | 1                | 2                | 17               | 29               | 42               |                  |
| Середньомісячна швидкість вітру, м/с          | 2.01             | 2.38             | 3.08             | 3.50             | 3.32             | 3.07             | 3.38             | 3.04             | 2.50             | 2.37             | 1.88             | 1.98             |                  |
| Середньомісячна сонячна радіація, кДж/м²·день | 9028             | 11805            | 14476            | 18020            | 21959            | 25913            | 25176            | 23198            | 20002            | 14770            | 10807            | 8608             |                  |
| --------------------------------------------- | ---------------- | ---------------- | ---------------- | ---------------- | ---------------- | ---------------- | ---------------- | ---------------- | ---------------- | ---------------- | ---------------- | ---------------- | ---------------- |
| Джерело:                                      |                  |                  |                  |                  |                  |                  |                  |                  |                  |                  |                  |                  |                  |